# Tupolev Tu-4
Tupolev Tu-4 (cod NATO: Bull) a fost un bombardier strategic cu elice utilizat de Forțele Aeriene Sovietice de la sfârșitul anilor 1940 până la mijlocul anilor 1960. A fost o copie a bombardierului american B-29 Superfortress.